# Roman Fjodorowitsch Hecker
Roman Fjodorowitsch Hecker (Robert Roman Gustav Wilhelm von Hecker, häufig R. F. Hecker, englisch: Roman Fedorovich Gekker oder R. F. Gekker, russisch Роман Фёдорович Геккер; * 25. März 1900 in Sankt Petersburg; † 15. August 1991 in Moskau) war ein russischer Paläontologe und Geologe. Er galt in Russland als ein führender Vertreter der Paläoökologie.
Hecker war der Sohn eines Arztes und besuchte eine deutsche Schule in Sankt Petersburg. Nach dem Abschluss 1917 studierte er bis 1923 an der Bergbauakademie und außerdem am Geographischen Institut, wo er 1925 einen Abschluss in Biostratigraphie machte. Noch während des Studiums arbeitete er als Geologe, zum Beispiel in der Kartierung von Quellen für Baumaterialien oder Ölschiefer-Exploration. Zu seinen Lehrern zählten N. F. Pogrebow, der Paläontologe N. N. Jakowlew, der Professor für historische Geologie A. A. Borisjak und der Paläontologe Dmitri Wassiljewitsch Naliwkin. Borisjak und Nawliwkin unterstützte er auch in der Vorbereitung der Vorlesungen und mit Nawliwkin unternahm er Untersuchungen zur Paläoökologie in der Vorbereitung von dessen Buch über Fazieskunde, insbesondere im russischen Devon. Die Forschungen in Russland wurden dabei von den Arbeiten von Louis Dollo und Othenio Abel beeinflusst. 1937 erhielt er den (einer Habilitation entsprechenden) russischen Doktortitel (in Biologie). Er lehrte später an der Moskauer Lomonossow-Universität und leitete ein Labor am Paläontologischen Institut der Akademie der Wissenschaften in Moskau.
Er befasste sich auch mit Mammut-Funden in Sibirien.
1964 wurde er korrespondierendes Mitglied der Paläontologischen Gesellschaft und 1980 Ehrenmitglied der Schwedischen Geologischen Gesellschaft.
Er war seit 1925 mit Jekaterina Lwowna Hecker (E. L. Gekker, geborene Abakumow, 1897–1950) verheiratet, die ebenfalls Paläontologin war und mit der er auch veröffentlichte. Ihr Sohn Iwan Romanowitsch Hecker (Gekker, 1927–1989) war ein bekannter Plasmaphysiker und in der Forschung zur kontrollierten Kernfusion.

## Schriften
- Handbuch der Paläoökologie, 1933 (russisch)
- Introduction to Paleoecology, New York, Elsevier 1965 (russisches Original 1957)